# 4th British Tour 1964 (The Rolling Stones)
4th British Tour 1964 bylo koncertní turné britské rockové skupiny The Rolling Stones, které sloužilo jako propagace debutového studiového alba The Rolling Stones. Turné bylo zahájeno koncertem v Londýně a bylo zakončeno koncertem v Brightonu.

## Setlist
Toto je nejčastější hraný seznam skladeb.
Autory všech skladeb jsou Jagger/Richards pokud není uvedeno jinak.
1. "Not Fade Away" (Hardin/Petty)
2. "I Just Want To Make Love To You" (Dixon)
3. "Walking The Dog" (Thomas)
4. "If You Need Me" (Bateman/Sanders/Pickett)
5. "Around and Around" (Berry)
6. "I'm A King Bee" (Moore)
7. "I'm Alright" (Diddley)
8. "It's All Over Now"

## Sestava
The Rolling Stones
- Mick Jagger – (zpěv, harmonika, perkuse)
- Keith Richards – (kytara, doprovodný zpěv)
- Brian Jones – (kytara, harmonika, doprovodný zpěv)
- Bill Wyman – (baskytara, doprovodný zpěv)
- Charlie Watts – (bicí)

## Turné v datech
| 5. září 1964 (2 koncerty)   | Londýn              | Velká Británie | Astoria Theatre    |
| 6. září 1964 (2 koncerty)   | Leicester           | Velká Británie | Odeon Theatre      |
| 8. září 1964 (2 koncerty)   | Colchester          | Velká Británie | Odeon Theatre      |
| 9. září 1964 (2 koncerty)   | Luton               | Velká Británie | Odeon Theatre      |
| 10. září 1964 (2 koncerty)  | Cheltenham          | Velká Británie | Odeon Theatre      |
| 11. září 1964 (2 koncerty)  | Cardiff             | Velká Británie | Capitol Theatre    |
| 13. září 1964 (2 koncerty)  | Liverpool           | Velká Británie | Empire Theatre     |
| 14. září 1964 (2 koncerty)  | Chester             | Velká Británie | ABC Theatre        |
| 15. září 1964 (2 koncerty)  | Manchester          | Velká Británie | Odeon Theatre      |
| 16. září 1964 (2 koncerty)  | Wigan               | Velká Británie | ABC Theatre        |
| 17. září 1964 (2 koncerty)  | Carlisle            | Velká Británie | ABC Theatre        |
| 18. září 1964 (2 koncerty)  | Newcastle upon Tyne | Velká Británie | Odeon Theatre      |
| 19. září 1964 (2 koncerty)  | Edinburgh           | Velká Británie | Usher Hall         |
| 20. září 1964 (2 koncerty)  | Stockton-on-Tees    | Velká Británie | ABC Theatre        |
| 21. září 1964 (2 koncerty)  | Kingston-upon-Hull  | Velká Británie | ABC Theatre        |
| 22. září 1964 (2 koncerty)  | Lincoln             | Velká Británie | ABC Theatre        |
| 24. září 1964 (2 koncerty)  | Doncaster           | Velká Británie | Gaumont Theatre    |
| 25. září 1964 (2 koncerty)  | Hanley              | Velká Británie | Gaumont Theatre    |
| 26. září 1964 (2 koncerty)  | Bradford            | Velká Británie | Gaumont Theatre    |
| 27. září 1964 (2 koncerty)  | Birmingham          | Velká Británie | Hippodrome Theatre |
| 28. září 1964 (2 koncerty)  | Romford             | Velká Británie | Odeon Theatre      |
| 29. září 1964 (2 koncerty)  | Guildford           | Velká Británie | Odeon Theatre      |
| 1. října 1964 (2 koncerty)  | Bristol             | Velká Británie | Colston Hall       |
| 2. října 1964 (2 koncerty)  | Exeter              | Velká Británie | Odeon Theatre      |
| 3. října 1964 (2 koncerty)  | Londýn              | Velká Británie | Odeon Theatre      |
| 4. října 1964 (2 koncerty)  | Southampton         | Velká Británie | Gaumont Theatre    |
| 5. října 1964 (2 koncerty)  | Wolverhampton       | Velká Británie | Gaumont Theatre    |
| 6. října 1964 (2 koncerty)  | Watford             | Velká Británie | Gaumont Theatre    |
| 8. října 1964 (2 koncerty)  | Londýn              | Velká Británie | Odeon Theatre      |
| 9. října 1964 (2 koncerty)  | Ipswich             | Velká Británie | Gaumont Theatre    |
| 10. října 1964 (2 koncerty) | Southend            | Velká Británie | Odeon Theatre      |
| 11. října 1964 (2 koncerty) | Brighton            | Velká Británie | Odeon Theatre      |